# Dronninga
Dronninga (deutsch: „Die Königin“) ist ein 1544 Meter hoher Berg in der Kommune Rauma, Fylke Møre og Romsdal in Norwegen.

## Geographische Lage
Die Dronninga liegt am Südwestende des Tals der Istra (Isterdalen). Sie ist der mittlere einer Kette von fünf Bergen, die den Westhang des Istratals bilden; das sind von Norden nach Süden:
- Haugabotstinden (1160 m)
- Karitinden (1356 m)
- Dronninga (1544 m)
- Kongen (1614 m)
- Bispen (1462 m).

Südlich der Dronninga liegt auf 1000 Meter Höhe der See Bispevatnet. Östlich der Dronninga führt der Trollstigen vom Istratal bis zum auf 868 Meter Höhe gelegenen Pass Alnesreset zwischen dem 1665 Meter hohen Alnestinden und dem 1285 Meter hohen Skarfjellenden.

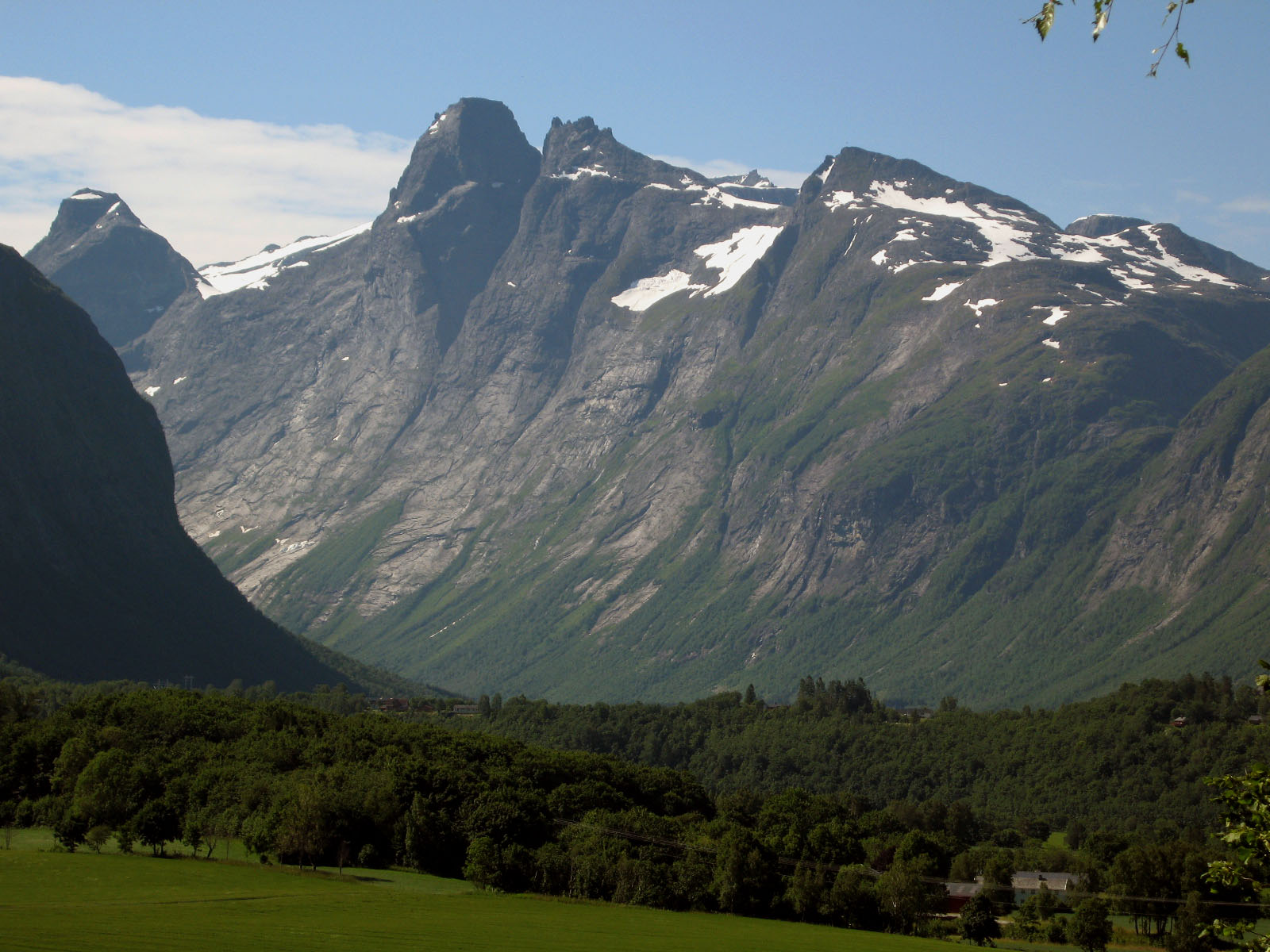
Von links nach rechts: Bispen, Kongen, Dronninga, Karitinden. Blick von Norden.

## Tourismus
Vom Istradalen führt ein Wanderweg bis zu zwei am Trollstigen gelegenen Parkplätzen. Der erste liegt auf 697 Meter Höhe. Er ist sehr groß, hat öffentliche Toiletten und ein Restaurant und es gibt eine Berghütte mit Übernachtungsmöglichkeit in seiner Nähe. Der zweite Parkplatz folgt nach etwa einem Kilometer auf 738 Meter Höhe. Er ist nur sehr klein. An beiden Parkplätzen beginnen Wanderwege, die zum Südostende des Sees Bispevatnet führen.

## Routen
Anspruchsvolle Bergwanderrouten beginnen an einem Parkplatz am Ende des Vikdalsvegen, der vom Südende des Innfjorden nach Südosten führt.
a) Einer davon führt zu einem Sattel südlich des Haugabotstinden und weiter auf dem Grat über den Gipfel des Karitinden zur Dronninga, insbesondere gegen Ende ist der Aufstieg anspruchsvoll in den Verschneidungen.
b) Von Westen ist der Anstieg ebenfalls vergleichsweise einfach, wenn man den Bächen folgt.
c) Von Westen, vom Isterdalen aus, kann man über die Ostwand mit verschiedenen: Kletterrouten den Gipfel besteigen: der Østveggen hat den UIAA-Schwierigkeitsgrad 4, der Østeggen den UIAA-Schwierigkeitsgrad 5.